# Острів Беннетта
О́стрів Бе́ннетта (рос. Остров Беннетта, якут. Беннетт арыыта) — невеликий острів у Східно-Сибірському морі, є частиною островів Де-Лонга в складі Новосибірських островів. Територіально відноситься до Республіки Саха, Росія.
Площа острова становить 152,5 км². Висота до 426 м на південному заході — гора Де-Лонга. В центрі розташована гора з висотою 384 м, на північному заході — гора Толля (261 м).
Острів має форму ромба, що лежить діагонально, з трохи витягнутим південно-східним (півострів Чернишева) та північно-східним (півострів Еммеліни) кутами. При цьому кути утворені мисами: на північному заході — мис Надії, на північному сході — мис Еммеліни, на південному сході — мис Софії та на південному заході — мис Емми. Між півостровами розташована затока Павла Кеппена.
Острів вкритий льодовиками, що спускаються до моря, найбільший — льодовик Зеєберга на півдні. Береги скелясті та високі. Є декілька струмків.
Острів відкритий американським полярним дослідником Дж. В.Де-Лонгом в травні 1881 року, названий на честь Дж. Г.Беннетта.
| Росія | Це незавершена стаття з географії Росії. Ви можете допомогти проєкту, виправивши або дописавши її. |